# Torta de Pascua
La torta de Pascua es una  torta típica de la Región de Murcia de origen morisco que se consume como dulce casero tradicional en Navidad. 

## Características
Se trata de una amalgama de harina floreal, huevos, almendras, piñones y miel. Se le añade como aromatizantes granos de anís y zumo de naranja. En su elaboración se forma una masa con todos los ingredientes, incluidos levadura, aceite y azúcar, y se deja reposar unas horas hasta su fermentación en un recipiente adecuado con cierta profundidad, tradicionalmente se ha empleado el lebrillo; posteriormente se la da la forma y se adorna con almendras y miel antes de hornearla. De este modo se dispone de un dulce consistente que permite su almacenamiento por bastante tiempo manteniendo sus propiedades alimenticias.

## Historia
Aunque no se conoce exactamente la fecha de su creación, ya existen datos de su producción en el siglo XVI, tratándose de un dulce casero atribuido a los moriscos por el tipo de composición y elaboración. Las viviendas rurales murcianas solían disponer de horno propio, normalmente de tipo semiesférico para la producción de pan, platos diversos y productos de repostería. De este modo las tortas de pascua se convierten en uno de los principales postres caseros tradicionales, realizándose de un modo casi ritual hasta nuestros días. 
Este dulce forma parte de otras tradiciones huertanas como la del aguinaldo o aguilando que consiste en que un grupo de personas entonan villancicos navideños por las casas, recibiendo en contraprestación el obsequio de dulces típicos.